# Bernard Fox
Bernard Lawson, mais conhecido como Bernard Fox (Port Talbot, West Glamorgan, 11 de maio de 1927 – Van Nuys, Califórnia, 14 de dezembro de 2016), foi um ator britânico nascido no País de Gales.
Tem como uma de suas principais atuações no cinema o personagem coronel Archibald Gracie, no filme Titanic. Também interpretou o médico Dr. Bombay na série A Feiticeira.
O ator também atuou nos seriados: Jeannie é um Gênio, O Agente da UNCLE, The Monkees, Daniel Boone, Columbo, MASH, A Ilha da Fantasia, O Barco do Amor, Casal 20, A Super Máquina, Punky, A Levada da Breca, dentre outros trabalhos televisivos.
Em 1961, Bernard Fox casou-se com Jacqueline. O casal teve dois filhos.
Morreu no dia 14 de dezembro de 2016, aos 89 anos.